# Distoleon verendus
Distoleon verendus is een insect uit de familie van de mierenleeuwen (Myrmeleontidae), die tot de orde netvleugeligen (Neuroptera) behoort. 
Distoleon verendus is voor het eerst wetenschappelijk beschreven door Walker in 1853.